# Jonas Salk

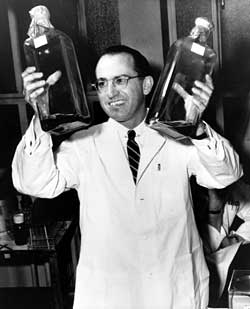
Jonas Salk v laboratoři Pittsburské univerzity.

Jonas Edward Salk (28. října 1914 New York – 23. června 1995 La Jolla) byl americký lékař židovského původu, jeden z nejvýznamnějších virologů 20. století, který proslul především objevem vakcíny proti dětské obrně. Svůj objev si nedal patentovat a poskytl ho k volnému šíření. Odhaduje se, že se tím mohl připravit o asi 7 mld. dolarů. Svůj krok zdůvodnil tím, že nechat si patentovat lék proti obrně by bylo stejné jako „nechat si patentovat slunce“ – jeho odpověď se stala memem. Konec své kariéry strávil intenzivním hledáním vakcíny proti viru HIV. Vydal i několik filozofických knih, je označován za zakladatele „biofilozofie“. Časopis Time ho roku 1998 zařadil mezi 100 nejdůležitějších osobností 20. století.